# Вулиця Котляревського (Київ, Залізничний район)
Вулиця Котляре́вського — зникла вулиця, що існувала в Залізничному, нині Солом'янському районі міста Києва, місцевість Чоколівка. Пролягала від Волинської вулиці до залізниці. Проходила паралельно між існуючими донині Дніпропетровською та Аеродромною вулицями.

## Історія
Вулиця виникла, ймовірно, у 1920-ті роки під такою ж назвою. На деяких картах міста 1930—40-х років підписана як Котляревська. 
Ліквідована разом із навколишньою малоповерховою забудовою наприкінці 1970-х — на початку 1980-х років. Нині існує вулиця Котляревського у селищі Жуляни.